# Lars Hörmander
Lars Valter Hörmander (24 tháng 1 năm 1931 – 25 tháng 11 năm 2012) là một nhà toán học người Thụy Điển, được đánh giá là nhà toán học có công nhất trong việc phát triển lý thuyết phương trình đạo hàm riêng tuyến tính hiện đại. Ông nhận huy chương Fields năm 1962, giải Wolf về Toán học năm 1988 và giải Leroy P. Steele năm 2006. Tuyển tập "Analysis of Linear Partial Differential Operators I-IV" của ông được xem như một tài liệu chuẩn mực trong việc nghiên cứu về lý thuyết phương trình đạo hàm riêng tuyến tính.
Hörmander nhận bằng tiến sĩ (Ph.D) năm 1955 tại đại học Lund. Sau đó, ông làm việc tại đại học Stockholm, đại học Stanford và viện Nghiên cứu Cao cấp Princeton. Ông sau đó quay lại đại học Lund và giữ chức giáo sư từ năm 1968 cho đến năm 1996, năm ông nghỉ hưu và nhận danh hiệu giáo sư danh dự.

## Tiểu sử

### Giáo dục
Hörmander sinh ở Mjällby, một vùng thuộc Blekinge ở miền nam Thụy Điển, ông có cha là một giáo viên. Như anh chị của mình, ông học trường cấp hai tại một thị trấn gần nhà nơi mà ông có thể đi lại hằng ngày bằng tàu hoả. Ông học trường phổ thông ở Lund và tốt nghiệp năm 1948.
Vào thời điểm ông bắt đầu học phổ thông, nhà trường đã có một thí nghiệm trong việc giảm thời gian học tập, từ ba năm xuống hai năm, và thời lượng học hàng ngày giảm xuống còn ba tiếng. Sự tự do trong việc học tập đã có tác động rất lớn tới ông. Hörmander nhận được sự ảnh hưởng tích cực từ thầy giáo dạy toán hăng hái của mình, một giảng viên tại đại học Lund, người đã khuyến khích ông học toán ở trình độ đại học.
Sau khi nhận bằng thạc sĩ (Master's degree) tại đại học Lund vào năm 1950. Ông bắt đầu làm nghiên cứu sinh dưới sự hướng dẫn của Marcel Riesz (Người đồng thời cũng là thầy hướng dẫn của thầy giáo dạy Hörmander hồi phổ thông). Ông có nghiên cứu đầu tiên về lý thuyết hàm và giải tích điều hoà cổ điển. Ông sau đó chuyển hướng sáng phương trình đạo hàm riêng khi Riesz nghỉ hưu và Lars Gårding (người làm việc trong lĩnh vực phương trình đạo hàm riêng) được bổ nhiệm làm giáo sư.
Ông phải dừng việc nghiên cứu một năm để tham gia nghĩa vụ quân sự mặc dù dựa trên vị trí học thuật của mình ông có thể tiếp tiepieejc nghiên cứu mà bỏ qua nghĩa vụ quân sự. Luận án tiến sĩ của ông: "On the theory of general partial differential operators" được hoàn thành vào năm 1955.

### Huy chương Fields và những năm tháng ở Hoa Kỳ
Ông nộp đơn cho chức vụ giáo sư tại đại học Stockholm, nhưng chỉ sau một thời gian ngắn ông chuyển đến Hoa Kỳ. Ông làm việc tại nhiều đại học khác nhau, Đại học Chicago, Đại học Kansas, Đại học Minnesota, và cuối cùng là viện toán Courant ở thành phố New York. Trong thời gian làm việc ở các trường đại học này, ông đã học được nhiều thứ về phương trình đạo hàm riêng, chỉ trừ đại học Chicago (tuy nhiên ông nhấn mạnh rằng những seminar tổ chức bởi Elias M. Stein và Guido Weiss đã giúp ông hiểu thêm về giải tích điều hoà).
Trong lý thuyết về các toán tử vi phân tuyến tính, "nhiều người đã có những đóng góp nhưng hầu hết những kết quả sâu và quan trọng nhất đều thuộc về Hörmander", trích lời của thầy ông (Lars Gårding). Hörmander nhận huy chương Fields năm 1962.
Ông nhận vị trí giáo sư bán thời gian tại Stanford vào năm 1963, nhưng sau đó nhanh chóng nhận được một vị trí giáo sư tại Viện nghiên cứu cao cấp Princeton. Ông ban đầu không muốn rời Thụy Điển, nhưng thất bại trong việc tìm kiếm một vị trí giáo sư nghiên cứu và "cơ hội để nghiên cứu toàn thời gian trong một môi trường hoạt động tích cực rất khó để chống lại" vì thế ông nhận lời mời từ cả Stanford và Stockholm và bắt đầu làm việc từ mùa thu năm 1964. Sau hai năm làm việc "vất vả", ông cảm thấy môi trường làm việc quá khắt khe và khắc nghiệt. Năm 1967, ông quyết định quay về Lund.

### Những năm sau đó
Hầu hết thời gian còn lại của Hörmander là ở Lund, nơi ông giữ chức giáo sư từ năm 1968. Ông cũng có thăm Hoa Kỳ vài lần trong hai thập kỷ tiếp theo. Ông thăm viện toán Courant năm 1970, viện nghiên cứu cao cấp năm 1971 và trong cả một năm học 1977–1978 khi mà một năm đặc biệt về microlocal analysis được tổ chức. Ông cũng đến Stanford năm 1971, 1977 và 1982, đại học California, San Diego vào mùa đông 1990. Từ năm 1984 đến năm 1986, ông có làm hiệu trưởng của học viện Mittag-Leffler ở Stockholm. Ông cũng giữ cương vị chủ tịch của IMU từ năm 1987 đến năm 1990. Hörmander nghỉ hưu ở Lund vào tháng 1 năm 1996. Vào năm 2006, ông nhận giải Leroy P. Steele từ Hội Toán học Hoa Kỳ.
Ông là thành viên của Viện Hàn lâm Khoa học Hoàng gia Thụy Điển vào năm 1968. Năm 1970, ông được mời báo cáo toàn thể tại ICM (tổ chức ở Nice).
Ông nhận giải Wolf về Toán học năm 1988 cho " những đóng góp nền tảng trong giải tích hiện đại, đặc biệt là việc áp dụng toán tử giả vi phân và toán tử tích phân Fourier vào phương trình đạo hàm riêng tuyến tính ".
Năm 2012, ông trở thành thành viên của Hội Toán học Hoa Kỳ nhưng mất vào ngày 25 tháng 11 cùng năm, trước khi danh sách những thành viên được công bố.

## Xuất bản quan trọng
- Hörmander, Lars (2012) [1963], Linear Partial Differential Operators (ấn bản thứ 1), Springer-Verlag, doi:10.1007/978-3-642-46175-0, ISBN 978-3-642-46177-4
- The Analysis of Linear Partial Differential Operators I: Distribution Theory and Fourier Analysis, Springer-Verlag, 2009 [1983], ISBN 978-3-540-00662-6[2][3]
- The Analysis of Linear Partial Differential Operators II: Differential Operators with Constant Coefficients, Springer-Verlag, 2004 [1983], ISBN 978-3-540-22516-4[2][3]
- The Analysis of Linear Partial Differential Operators III: Pseudo-Differential Operators, Springer-Verlag, 2007 [1985], ISBN 978-3-540-49937-4[4][5]
- The Analysis of Linear Partial Differential Operators IV: Fourier Integral Operators, Springer-Verlag, 2009 [1985], ISBN 978-3-642-00117-8[4][5]
- An Introduction to Complex Analysis in Several Variables (ấn bản thứ 3), North Holland, 1990 [1966], ISBN 978-1-493-30273-4
- Notions of Convexity, Birkhäuser Verlag, 2006 [1994], ISBN 978-0-8176-4584-7[6]
- Lectures on Nonlinear Hyperbolic Differential Equations, Springer-Verlag, 2003 [1987], ISBN 978-3-540-62921-4